# Albert Decrais

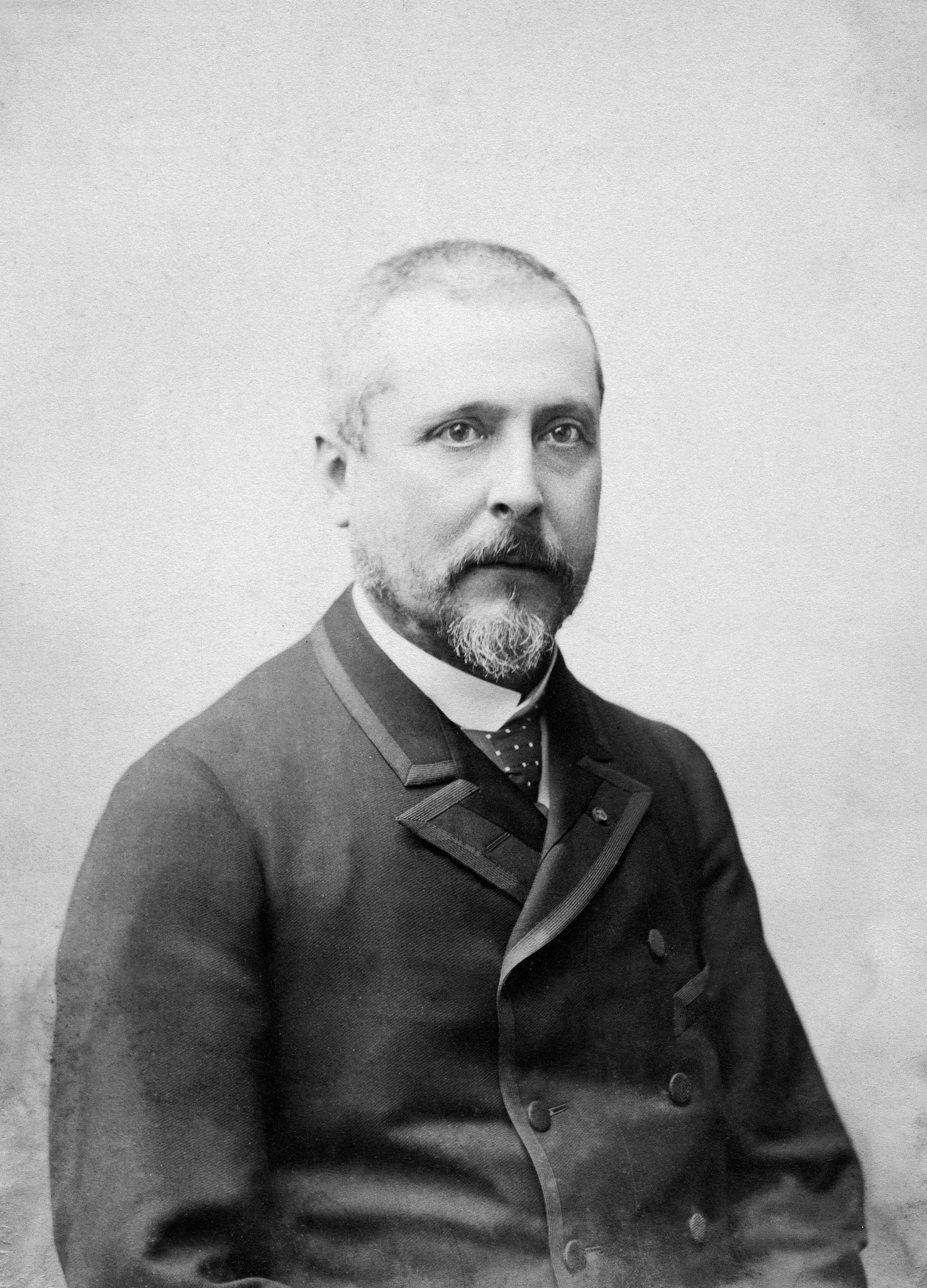
Albert Decrais

Albert Pierre Louis Decrais (* 18. Dezember 1838 in Bordeaux, Département Gironde; † 27. Februar 1915 in Mérignac, Département Gironde) war ein französischer Jurist, Verwaltungsbeamter, Diplomat und Politiker, der unter anderem von 1871 bis 1879 Präfekt verschiedener Départements war. Daraufhin war er nacheinander von 1880 bis 1882 Gesandter im Königreich Belgien, zwischen 1882 und 1886 Botschafter im Königreich Italien, von 1886 bis 1893 Botschafter in Österreich-Ungarn sowie zwischen 1893 und 1894 Botschafter im Vereinigten Königreich. Er war von 1897 bis 1903 Mitglied der Abgeordnetenkammer (Chambre des députés) sowie zwischen 1899 und 1902 Kolonialminister im Kabinett Waldeck-Rousseau. Zuletzt wer er von 1903 bis zu seinem Tode 1915 Mitglied des Senats (Sénat).

## Leben

### Präfekt, Staatsrat und Diplomat
Albert Pierre Louis Decrais absolvierte ein Studium der Rechtswissenschaften und wurde nach seiner anwaltlichen Zulassung 1862 Erster Sekretär der Anwaltskammer von Paris. Er trat später in den Staatsdienst und war zunächst zwischen 1871 und 1874 Präfekt des Département Indre-et-Loire sowie im Anschluss von 1874 bis 1876 Präfekt des Département Alpes-Maritimes. Im Anschluss fungierte er von 1876 bis 1877 sowie erneut zwischen 1877 und 1879 als Präfekt des Département Gironde, aus dem er selbst stammte. Am 16. März 1879 wurde er zum Staatsrat (Conseiller d’État) berufen.
Am 8. Mai 1880 löste Decrais als Ministre plénipotentiaire Charles Duchâtel als Gesandter im Königreich Belgien ab und verblieb auf diesem Posten bis zum 4. Februar 1882, woraufhin Gustave Lannes de Montebello seine Nachfolge antrat. Zugleich engagierte er sich bereits in der Politik im Generalrat des Département Gironde, dem er zwischen 1880 und 1886 als Mitglied angehörte. Er selbst wiederum fungierte zwischen Februar und November 1882 als Direktor für Politische Angelegenheiten im Außenministerium am Quai d’Orsay. Daraufhin übernahm er von Emmanuel Henri Victurnien de Noailles den Posten als Botschafter im Königreich Italien und hatte diesen bis zu seiner Ablösung durch Charles de Moüy 1886. Im Anschluss übernahm er 1886 von Pierre Edmond Teisserenc de Bort den Posten als Botschafter in Österreich-Ungarn und verblieb auf diesem bis 1893, woraufhin Henri-Auguste Lozé seine dortige Nachfolge antrat. Zuletzt löste er im März 1893 William Henry Waddington als Botschafter im Vereinigten Königreich ab. Dieses Amt hatte er jedoch nur knapp ein Jahr inne und wurde nach seinem Rücktritt bereits 1894 von Alphonse Chodron de Courcel abgelöst.

### Abgeordneter und Kolonialminister

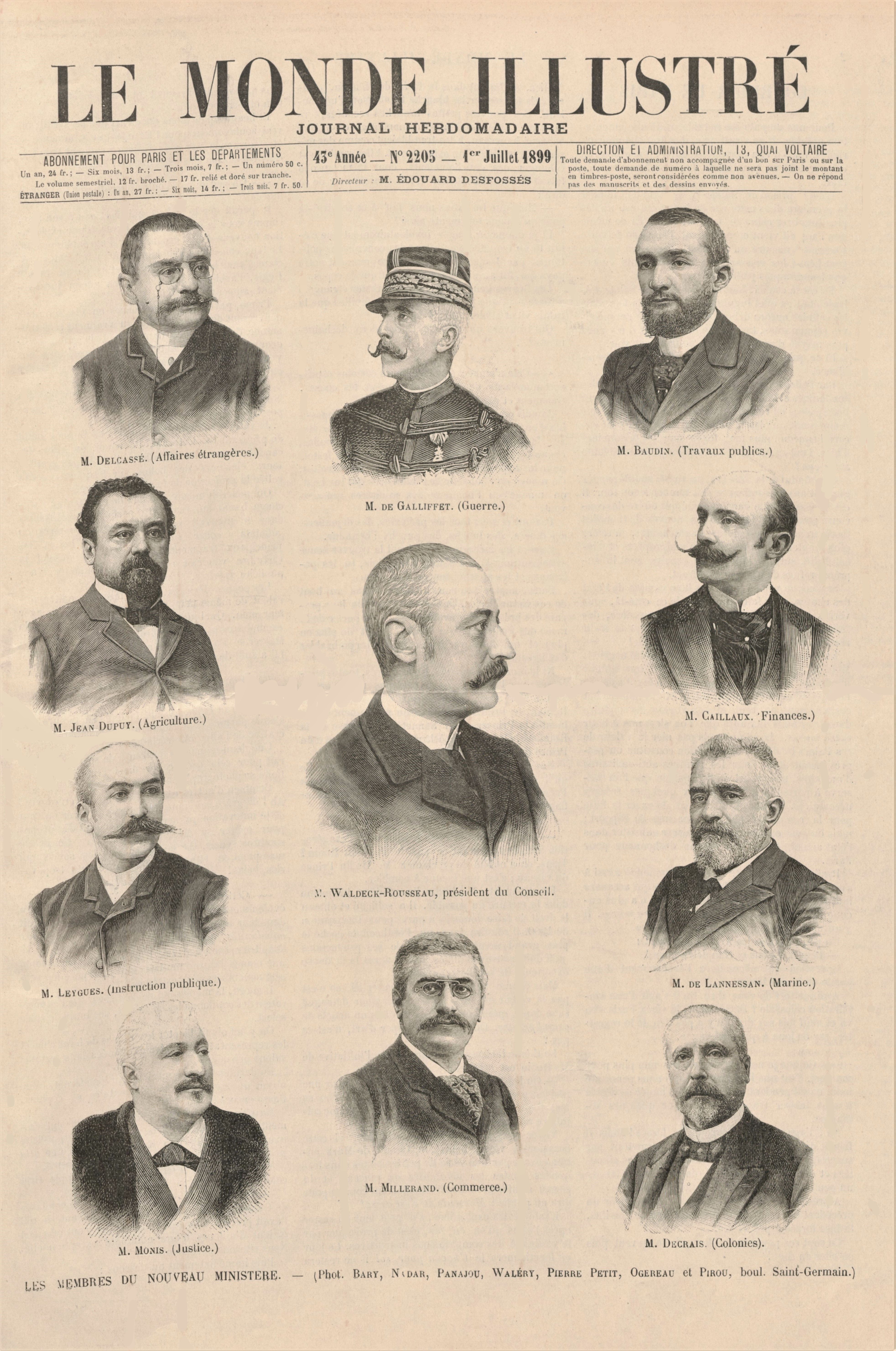
Albert Decrais (unten rechts) und die übrigen Mitglieder des Kabinetts Waldeck-Rousseau (Le Monde illustré vom 1. Juli 1899).

Am 21. Februar 1897 wurde Albert Decrais als Kandidat der Republikaner bei einer Nachwahl im 4. Wahlkreis von Bordeaux mit 10.103 Stimmen zum Mitglied der Abgeordnetenkammer (Chambre des députés) gewählt und erhielt damit 53,6 Prozent der 18.852 Wählerstimmen. Er löste damit David Raynal ab, der zuvor zum Senator ernannt wurde. Bei der Wahl vom 8. Mai 1898 wurde er mit 14.868 Stimmen und damit von 74,3 Prozent der 20.016 Wähler wiedergewählt. Während seiner Parlamentszugehörigkeit befasste er sich insbesondere mit außenpolitischen Angelegenheiten.
Decrais wurde am 22. Juni 1899 als Kolonialminister (Ministre des Colonie) in das Kabinett Waldeck-Rousseau berufen und bekleidete dieses Amt bis zum 3. Juni 1902. In dieser Funktion musste er die Regierung gegen den Ansturm von Interpellationen seiner Kollegen in der Kammer oder von Senatoren sowohl zu den Agrarstreiks auf Martinique und ihren Folgen als auch zu den Ereignissen in der Kolonie Französisch-Sudan oder in Madagaskar verteidigen und die Budgets seines Ressorts rechtfertigen. Bei den Wahlen vom 27. April 1902 wurde er mit 8.715 Stimmen wieder zum Mitglied der Abgeordnetenkammer gewählt und erhielt dabei 55 Prozent der 15.842 Wählerstimmen.

### Senator

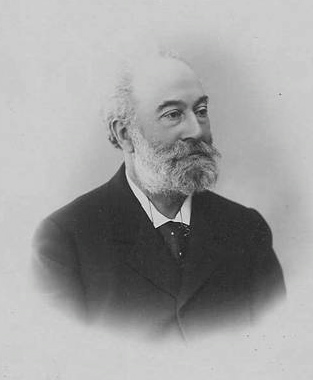
David Raynal, den Decrais 1897 als Abgeordneter sowie 1903 als Senator ablöste.

Nach dem Tode von David Raynal am 28. Januar 1903 wurde Albert Decrais als dessen Nachfolger am 26. April 1903 Mitglied des Senats (Sénat) und gehörte diesem als Vertreter des Départements Gironde bis zu seinem Tode am 27. Februar 1915 an. Dabei erhielt er vom Wahlmännerkollegium mit 741 Stimmen 57,1 Prozent der 1298 Stimmen, während auf Fernand Faure 492 Stimmen entfielen. Im Senat befasste er sich insbesondere mit Fragen zur Außen- und Kolonialpolitik. Bei den Wahlen vom 7. Januar 1906 erhielt der 936 Stimmen und damit 51,8 Prozent der 1807 Stimmen des Wahlmännerkollegiums. Er berichtete 1906 über den Haushalt für auswärtige Angelegenheiten und einen Haushaltsentwurf im Zusammenhang mit der Algeciras-Konferenz, bei der über die Beilegung der Ersten Marokkokrise verhandelt und entschieden wurde. Am 5. Juli 1910 war er Berichterstatter über die Gesetzentwürfe zur Ratifizierung der 1907 unterzeichneten Haager Abkommen, Entwürfe, die nach Erklärung der Dringlichkeit ohne Debatte angenommen wurden.
Die letzte parlamentarische Intervention von Decrais betraf die Einrichtung einer Ständigen Kommission für auswärtige und koloniale Angelegenheiten (Commission permanente des Affaires étrangères et coloniales) im Senat, ähnlich der von der Abgeordnetenkammer eingerichteten und von ihm nicht unterstützten. Er leitete die Sonderkommission, die für die Prüfung des zu diesem Zweck eingereichten Vorschlags zuständig war, aber ihm folgte die Mehrheit der Kommissionsmitglieder nicht, die die Einrichtung einer ständigen Kommission befürworteten. Er intervenierte daher am 18. Dezember 1913 und berief sich gegen den Berichterstatter Guillaume Chastenet de Castaing auf die Autorität der Regierung, die Rechte der nationalen Vertretung als Ganzes und das Prinzip der Gewaltenteilung. Dies wurde vom Senat genehmigt, der die Einrichtung einer Ständigen Kommission mit 210 gegen 68 Stimmen ablehnte.
Er war Großoffizier der Ehrenlegion.

## Veröffentlichungen
- Autriche. In: Albert Decrais, Hektor L. E. Delabarre: Les Conditions du travail en Autriche-Hongrie. Berger-Levrault, Paris 1890, S. 5–66.